# Last Resort (videogioco)
Last Resort (ラストリゾート?, Rasuto Rizoto) è un videogioco arcade di genere sparatutto a scorrimento orizzontale, edito nel 1992 da SNK per il Neo Geo. Convertito due anni anni dopo (nel 1994) per la console Neo Geo CD, il titolo è incluso nella compilation SNK Arcade Classics Vol. 1 per Wii, PlayStation 2 e PlayStation Portable.

## Trama
Nell'anno 2XX0, l'umanità si trasferì in colonie spaziali con l'inizio della colonizzazione spaziale. La popolazione totale della Terra aveva già superato i 90 miliardi. Tuttavia, anni di inquinamento atmosferico e combustibili fossili avevano portato alla desertificazione. Per prevenire un ulteriore deterioramento, nella seconda metà del 21° secolo iniziò la costruzione di colonie spaziali e furono costruiti corpi celesti artificiali, oltre a città permanenti su molti pianeti della galassia. Un giorno, un virus sviluppatosi nel computer principale che controllava il sistema centrale acquisì una volontà propria e iniziò a combattere contro l'umanità.

## Modalità di gioco
Il gameplay Last Resort ricorda del tutto la serie di R-Type della Irem. I giocatori, al controllo dei caccia spaziali TZ-024 e YS-024 devono superare cinque unici livelli, distruggendo le navicelle nemiche lungo il tragitto ed evitando il fuoco di risposta e le collisioni. Al termine di ogni livello incontreranno un boss particolarmente forte e di grandi dimensioni, il quale deve essere sconfitto se si vuole passare a quello successivo. 
Per contrastare le orde di nemici, le astronavi dei giocatori sono equipaggiate con armi fantastiche: all'inizio si tratta di semplici cariche, e in seguito, quando il giocatore raccoglie gli oggetti bonus necessari, armi più avanzate come onde laser, missili a ricerca, ecc. Inoltre, quasi dall'inizio della sessione, questi velivoli dispongono di un piccolo satellite artificiale chiamato "Unità", il quale è invincibile, si muove in cerchio (rivoluzione) attorno ad essi e ha la capacità di sparare colpi in combinazione con l'attacco dei giocatori e bloccare i proiettili avversari.
Quando si tiene premuto il pulsante di sparo mentre si è equipaggiati con l'Unità, l'energia si accumulerà in essa e l'indicatore POW nella parte inferiore dello schermo salirà. Se lo si rilascia in questo momento, l'Unità vola nella direzione in cui si trova e danneggia gli aerei nemici speronandoli. Quando si equipaggia l'Unità, è possibile fissarne la posizione premendo l'apposito pulsante. Tuttavia, la direzione della porta del cannone (rotazione) non sarà fissa. Premendolo nuovamente quando la posizione risulta fissa, l'Unità verrà rilasciata e potrà ruotare di nuovo.
Nel caso i giocatori vengono centrati dagli attacchi, si schiantano contro un nemico o contro un muro, una vita viene persa e il gioco ricomincia dall'inizio del livello in cui si trovavano. Tutti i bonus raccolti prima di questo punto andranno persi. Se tutte le vite a loro disposizione vengono esaurite, la partita finisce.

## Accoglienza
In Giappone, la rivista Game Machine elencò Last Resort nel numero del 15 maggio 1992 come la tredicesima unità arcade di maggior successo del mese. Allo stesso modo, RePlay ha riferito che era il sedicesimo gioco più popolare in Nord America. Il titolo ha ricevuto un'accoglienza generalmente positiva dalla critica fin dalla sua uscita nelle sale giochi e su altre piattaforme, con alcuni recensori che lo paragonano con il celebre R-Type.